# Newark, Texas
Newark là một thành phố thuộc quận Wise, tiểu bang Texas, Hoa Kỳ. Năm 2010, dân số của xã này là 1005 người.

## Dân số
- Dân số năm 2000: 887 người.
- Dân số năm 2010: 1005 người.